# Ceroxylon alpinum
Ceroxylon alpinum là loài thực vật có hoa thuộc họ Arecaceae. Loài này được Bonpl. ex DC. mô tả khoa học đầu tiên năm 1804.